# Az Amerikai Egyesült Államok az 1932. évi téli olimpiai játékokon
Az Amerikai Egyesült Államok a Lake Placidben megrendezett 1932. évi téli olimpiai játékok házigazda nemzeteként vett részt a versenyeken. Az országot az olimpián 7 sportágban 64 sportoló képviselte, akik összesen 12 érmet szereztek.

## Érmesek
| Érem  | Versenyző | Sportág        | Versenyszám    |
| ----- | --- | -------------- | -------------- |
| Arany | Curtis Stevens Hubert Stevens | Bob            | Férfi kettes   |
| Arany | Eddie Eagan Billy Fiske Clifford Grey Jay O’Brien | Bob            | Férfi négyes   |
| Arany | Jack Shea | Gyorskorcsolya | Férfi 500 m    |
| Arany | Jack Shea | Gyorskorcsolya | Férfi 1500 m   |
| Arany | Irving Jaffee | Gyorskorcsolya | Férfi 5000 m   |
| Arany | Irving Jaffee | Gyorskorcsolya | Férfi 10 000 m |
| Ezüst | Percy Bryant Henry Homburger Edmund Horton Paul Stevens | Bob            | Férfi négyes   |
| Ezüst | Eddie Murphy | Gyorskorcsolya | Férfi 5000 m   |
| Ezüst | Nemzeti válogatott Osborne Anderson John Bent John Chase John Cookman Douglas Everett Franklin Farrell Joseph Fitzgerald Edwin Frazier John Garrison Gerard Hallock Robert Livingston Francis Nelson Winthrop Palmer Gordon Smith | Jégkorong      | Férfi          |
| Ezüst | Sherwin Badger Beatrix Loughran | Műkorcsolya    | Páros          |
| Bronz | John Heaton Robert Minton | Bob            | Férfi kettes   |
| Bronz | Maribel Vinson | Műkorcsolya    | Női egyéni     |

## Bob
| Versenyző                                                  | Versenyszám | 1. futam | 1. futam | 2. futam | 2. futam | 3. futam | 3. futam | 4. futam | 4. futam | Összesítés | Összesítés |
| Versenyző                                                  | Versenyszám | Idő      | Hely.    | Idő      | Hely.    | Idő      | Hely.    | Idő      | Hely.    | Idő        | Helyezés   |
| ---------------------------------------------------------- | ----------- | -------- | -------- | -------- | -------- | -------- | -------- | -------- | -------- | ---------- | ---------- |
| Hubert Stevens Curtis Stevens                              | Kettes      | 2:13,10  | 3.       | 2:04,27  | 1.       | 1:59,69  | 1.       | 1:57,68  | 1.       | 8:14,74    |            |
| John Heaton Robert Minton                                  | Kettes      | 2:15,02  | 4.       | 2:07,51  | 3.       | 2:04,29  | 3.       | 2:02,33  | 3.       | 8:29,15    |            |
| Billy Fiske Eddie Eagan Clifford Grey Jay O’Brien          | Négyes      | 2:00,52  | 1.       | 1:59,16  | 1.       | 1:57,41  | 1.       | 1:56,59  | 2.       | 7:53,68    |            |
| Henry Homburger Percy Bryant Francis Stevens Edmund Horton | Négyes      | 2:01,77  | 2.       | 2:01,09  | 2.       | 1:58,56  | 3.       | 1:54,28  | 1.       | 7:55,70    |            |

## Északi összetett
| Versenyző       | Sífutás | Sífutás | Sífutás | Síugrás  | Síugrás  | Síugrás  | Síugrás  | Síugrás | Síugrás | Összesítés | Összesítés |
| Versenyző       | Sífutás | Sífutás | Sífutás | 1. ugrás | 1. ugrás | 2. ugrás | 2. ugrás | Össz.   | Össz.   | Összesítés | Összesítés |
| Versenyző       | Idő     | Pont    | Hely.   | Távolság | Pont     | Távolság | Pont     | Pont    | Hely.   | Pont       | Helyezés   |
| --------------- | ------- | ------- | ------- | -------- | -------- | -------- | -------- | ------- | ------- | ---------- | ---------- |
| Edward Blood    | 1:41:58 | 170,3   | 16.     | 51,5     | 99,0     | 46,0     | 92,2     | 191,2   | 18.     | 361,45     | 14.        |
| Lloyd Ellingson | 1:44:14 | 160,5   | 22.     | 45,0     | 90,3     | 56,0     | 103,4    | 193,7   | 17.     | 354,20     | 16.        |
| John Ericksen   | 1:54:58 | 115,5   | 27.     | 49,5     | 98,2     | 54,0     | 102,6    | 200,8   | 10.     | 316,30     | 25.        |
| Rolf Monsen     | 1:42:36 | 167,4   | 17.     | 54,0     | 102,1    | 52,0     | 99,8     | 201,9   | 7.      | 369,30     | 9.         |

## Gyorskorcsolya
| Versenyző           | Versenyszám | Előfutam       | Előfutam | Döntő          | Döntő    |
| Versenyző           | Versenyszám | Idő            | Hely.    | Idő            | Helyezés |
| ------------------- | ----------- | -------------- | -------- | -------------- | -------- |
| Ray Murray          | 1500 m      | 2:29,9         | 1.       | idő nem ismert | 5.       |
| Ray Murray          | 500 m       | idő nem ismert | 3.       | kiesett        | kiesett  |
| Allan Potts         | 500 m       | idő nem ismert | 3.       | kiesett        | kiesett  |
| John O'Neil Farrell | 500 m       | idő nem ismert | 2.       | idő nem ismert | 6.       |
| Jack Shea           | 500 m       | idő nem ismert | 2.       | 43,4           |          |
| Jack Shea           | 1500 m      | 2:58,0         | 1.       | 2:57,5         |          |
| Lloyd Guenther      | 1500 m      | idő nem ismert | 6.       | kiesett        | kiesett  |
| Herb Taylor         | 1500 m      | 2:49,3         | 1.       | idő nem ismert | 6.       |
| Herb Taylor         | 5000 m      | idő nem ismert | 2.       | idő nem ismert | 4.       |
| Carl Springer       | 5000 m      | idő nem ismert | 6.       | kiesett        | kiesett  |
| Eddie Murphy        | 5000 m      | idő nem ismert | 2.       | idő nem ismert |          |
| Irving Jaffee       | 5000 m      | 9:52,0         | 1.       | 9:40,8         |          |
| Irving Jaffee       | 10 000 m    | 18:05,4        | 1.       | 19:13,6        |          |
| Valentine Bialas    | 10 000 m    | idő nem ismert | 3.       | idő nem ismert | 5.       |
| Eddie Schroeder     | 10 000 m    | idő nem ismert | 4.       | idő nem ismert | 8.       |
| Edwin Wedge         | 10 000 m    | idő nem ismert | 4.       | idő nem ismert | 4.       |

## Jégkorong
| Amerikai férfi jégkorongcsapat-játékoskeret                                  | Amerikai férfi jégkorongcsapat-játékoskeret                                             | Amerikai férfi jégkorongcsapat-játékoskeret                           |
| ---------------------------------------------------------------------------- | --------------------------------------------------------------------------------------- | --------------------------------------------------------------------- |
| - Osborne Anderson - John Bent - John Chase - John Cookman - Douglas Everett | - Franklin Farrell - Joseph Fitzgerald - Edwin Frazier - John Garrison - Gerard Hallock | - Robert Livingston - Francis Nelson - Winthrop Palmer - Gordon Smith |

### Eredmények
| 1932. február 4. | Egyesült Államok (USA) | 1 – 2 (0–0, 0–1, 1–0, 0–0, 0–1) | Kanada | Lake Placid |

|  |  |  |  |  |
|  |  |  |  |  |
|  |  |  |  |  |
|  |  |  |  |  |

| 1932. február 5. | Egyesült Államok (USA) | 4 – 1 (1–0, 2–0, 1–1) | Lengyelország | Lake Placid |

|  |  |  |  |  |
|  |  |  |  |  |
|  |  |  |  |  |
|  |  |  |  |  |

| 1932. február 7. | Egyesült Államok (USA) | 7 – 0 (3–0, 2–0, 2–0) | Németország | Lake Placid |

|  |  |  |  |  |
|  |  |  |  |  |
|  |  |  |  |  |
|  |  |  |  |  |

| 1932. február 8. | Egyesült Államok (USA) | 5 – 0 (1–0, 1–0, 3–0) | Lengyelország | Lake Placid |

|  |  |  |  |  |
|  |  |  |  |  |
|  |  |  |  |  |
|  |  |  |  |  |

| 1932. február 10. | Egyesült Államok (USA) | 8 – 0 (2–0, 2–0, 4–0) | Németország | Lake Placid |

|  |  |  |  |  |
|  |  |  |  |  |
|  |  |  |  |  |
|  |  |  |  |  |

| 1932. február 13. | Egyesült Államok (USA) | 2 – 2 (1–1, 1–0, 0–1, 0–0, 0–0, 0–0) | Kanada | Lake Placid |

|  |  |  |  |  |
|  |  |  |  |  |
|  |  |  |  |  |
|  |  |  |  |  |

Végeredmény
| Csapat                 | M | Gy | D | V | G+ | G– | Gk  | P  |
| ---------------------- | - | -- | - | - | -- | -- | --- | -- |
| Kanada (CAN)           | 6 | 5  | 1 | 0 | 32 | 4  | +28 | 11 |
| Egyesült Államok (USA) | 6 | 4  | 1 | 1 | 27 | 5  | +22 | 9  |
| Németország (GER)      | 6 | 2  | 0 | 4 | 7  | 26 | –19 | 4  |
| Lengyelország (POL)    | 6 | 0  | 0 | 6 | 3  | 34 | –31 | 0  |

| Csapat           | Helyezés |
| ---------------- | -------- |
| Egyesült Államok |          |

## Műkorcsolya
| Versenyző                       | Versenyszám  | Kötelező elemek   | Kötelező elemek | Kűr               | Kűr   | Összesítés                     | Összesítés                     | Összesítés                     | Összesítés                     | Összesítés                     | Összesítés                     | Összesítés                     | Összesítés        | Összesítés  | Összesítés | Összesítés |
| Versenyző                       | Versenyszám  | Kötelező elemek   | Kötelező elemek | Kűr               | Kűr   | Helyezési pontszámok bírónként | Helyezési pontszámok bírónként | Helyezési pontszámok bírónként | Helyezési pontszámok bírónként | Helyezési pontszámok bírónként | Helyezési pontszámok bírónként | Helyezési pontszámok bírónként | Több. hely. száma | Hely. össz. | Pont       | Helyezés   |
| Versenyző                       | Versenyszám  | Több. hely. száma | Hely.           | Több. hely. száma | Hely. | 1                              | 2                              | 3                              | 4                              | 5                              | 6                              | 7                              | Több. hely. száma | Hely. össz. | Pont       | Helyezés   |
| ------------------------------- | ------------ | ----------------- | --------------- | ----------------- | ----- | ------------------------------ | ------------------------------ | ------------------------------ | ------------------------------ | ------------------------------ | ------------------------------ | ------------------------------ | ----------------- | ----------- | ---------- | ---------- |
| Roger Turner                    | Férfi egyéni | 5×5+              | 5.              | 5×6+              | 6.    | 6,0                            | 6,0                            | 6,0                            | 6,0                            | 6,0                            | 6,0                            | 4,0                            | 7×6+              | 40,0        | 2297,6     | 6.         |
| James Madden                    | Férfi egyéni | 5×8+              | 8.              | 5×7+              | 7.    | 7,0                            | 7,0                            | 8,0                            | 8,0                            | 8,0                            | 9,0                            | 5,0                            | 6×8+              | 52,0        | 2149,6     | 7.         |
| Gail Borden                     | Férfi egyéni | 5×7+              | 7.              | 5×9+              | 9.    | 8,0                            | 8,0                            | 7,0                            | 7,0                            | 9,0                            | 7,0                            | 8,0                            | 6×8+              | 54,0        | 2110,8     | 8.         |
| William Nagle                   | Férfi egyéni | 7×12+             | 12.             | 4×9+              | 10.   | 12,0                           | 12,0                           | 11,0                           | 11,0                           | 11,0                           | 10,0                           | 11,0                           | 5×11+             | 78,0        | 1884,8     | 11.        |
| Maribel Vinson                  | Női egyéni   | 6×3.5+            | 3.              | 6×4+              | 3.    | 4,0                            | 2,0                            | 3,0                            | 4,0                            | 5,0                            | 3,0                            | 2,0                            | 4×3+              | 23,0        | 2158,5     |            |
| Margaret Bennett                | Női egyéni   | 4×12+             | 12.             | 5×9+              | 8.    | 9,0                            | 11,0                           | 13,0                           | 11,0                           | 10,0                           | 10,0                           | 11,0                           | 6×11+             | 75,0        | 1826,8     | 11.        |
| Suzanne Davis                   | Női egyéni   | 4×10+             | 10.             | 5×14+             | 14.   | 15,0                           | 12,0                           | 11,0                           | 8,0                            | 14,0                           | 11,0                           | 12,0                           | 5×12+             | 83,0        | 1780,4     | 12.        |
| Louise Weigel                   | Női egyéni   | 5×13+             | 14.             | 4×13+             | 13.   | 13,0                           | 14,0                           | 14,0                           | 13,0                           | 11,0                           | 14,0                           | 13,0                           | 4×13+             | 92,0        | 1769,4     | 14.        |
| Beatrix Loughran Sherwin Badger | Páros        |                   |                 |                   |       | 4,0                            | 2,0                            | 4,0                            | 1,0                            | 2,0                            | 2,0                            | 1,0                            | 5×2+              | 16,0        | 77,5       |            |
| Gertrude Meredith Joseph Savage | Páros        |                   |                 |                   |       | 7,0                            | 7,0                            | 7,0                            | 7,0                            | 7,0                            | 7,0                            | 7,0                            | 7×7+              | 49,0        | 59,8       | 7.         |

## Sífutás
| Versenyző        | Versenyszám | Eredmény      | Helyezés      |
| ---------------- | ----------- | ------------- | ------------- |
| Erling Andersen  | 18 km       | 1:58:13       | 42.           |
| Rolf Monsen      | 18 km       | 1:42:36       | 33.           |
| Olle Zetterstrom | 18 km       | 1:38:26       | 23.           |
| Richard Parsons  | 18 km       | 1:40:08       | 28.           |
| Richard Parsons  | 50 km       | 5:13:59       | 15.           |
| Nils Backstrom   | 50 km       | 5:25:40       | 19.           |
| Nort Billings    | 50 km       | nem ért célba | nem ért célba |
| Robert Reid, Sr. | 50 km       | 5:26:06       | 20.           |

## Síugrás
| Versenyző     | 1. ugrás | 1. ugrás | 1. ugrás | 2. ugrás   | 2. ugrás   | 2. ugrás   | Összesítés | Összesítés |
| Versenyző     | Távolság | Pont     | Hely.    | Távolság   | Pont       | Hely.      | Pont       | Helyezés   |
| ------------- | -------- | -------- | -------- | ---------- | ---------- | ---------- | ---------- | ---------- |
| Peder Falstad | 56,0     | 96,1     | 18.      | 62,5       | 103,4      | 12.        | 199,5      | 13.        |
| Roy Mikkelsen | 53,0     | 52,0~    | 31.      | nem indult | nem indult | nem indult | kiesett    | kiesett    |
| Caspar Oimoen | 63,0     | 104,7    | 7.       | 67,5       | 112,0      | 2.         | 216,7      | 5.         |
| John Steele   | 55,0     | 98,0     | 14.      | 56,0       | 97,6       | 16.        | 195,6      | 15.        |

~ - az ugrás során elesett